# Bijuesca
Bijuesca es un municipio y localidad española de la provincia de Zaragoza, en la comunidad autónoma de Aragón. Perteneciente a la  comarca de la Comunidad de Calatayud, cuenta con una población de 93 habitantes (INE 2024).

## Geografía

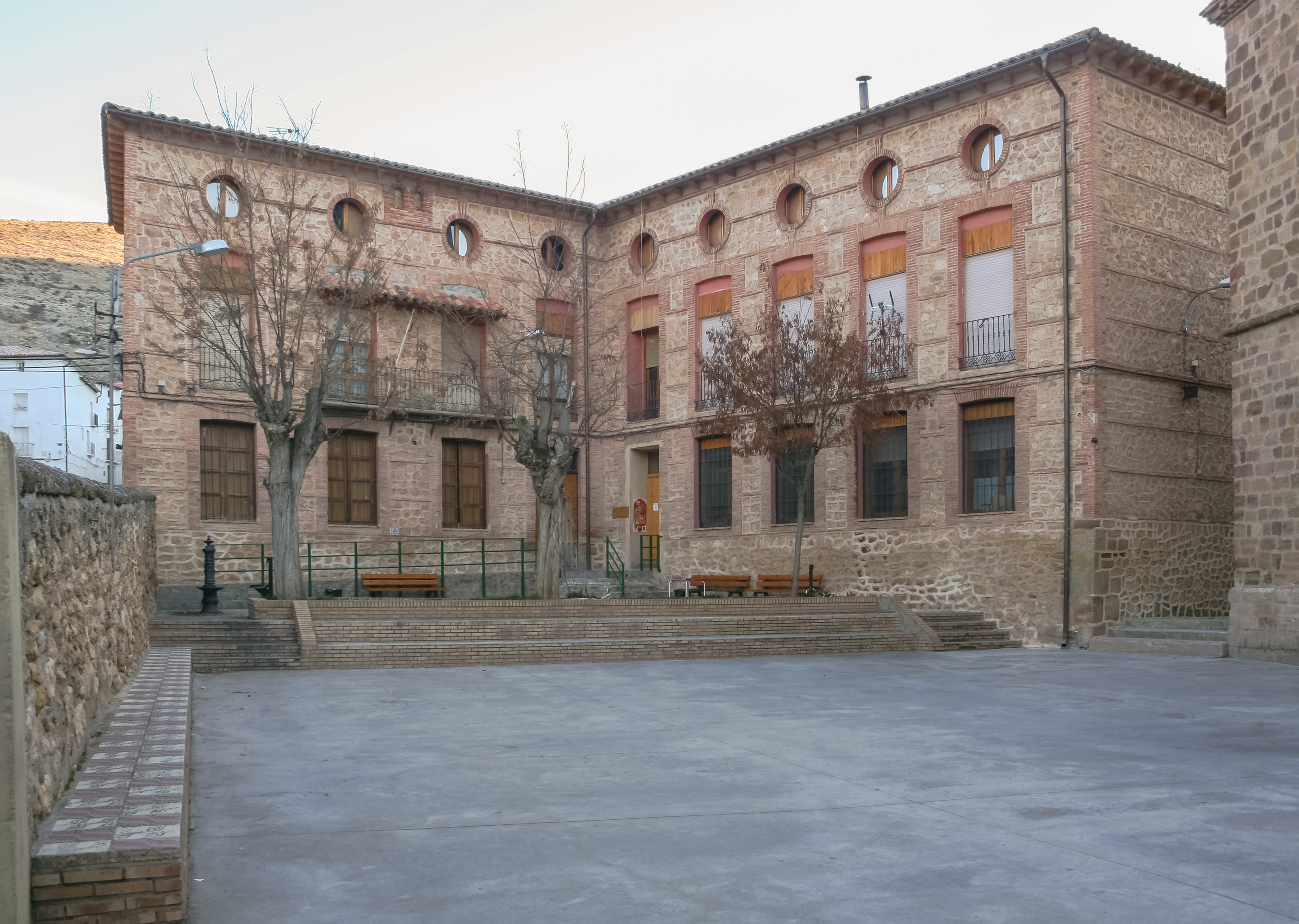
Ayuntamiento de Bijuesca

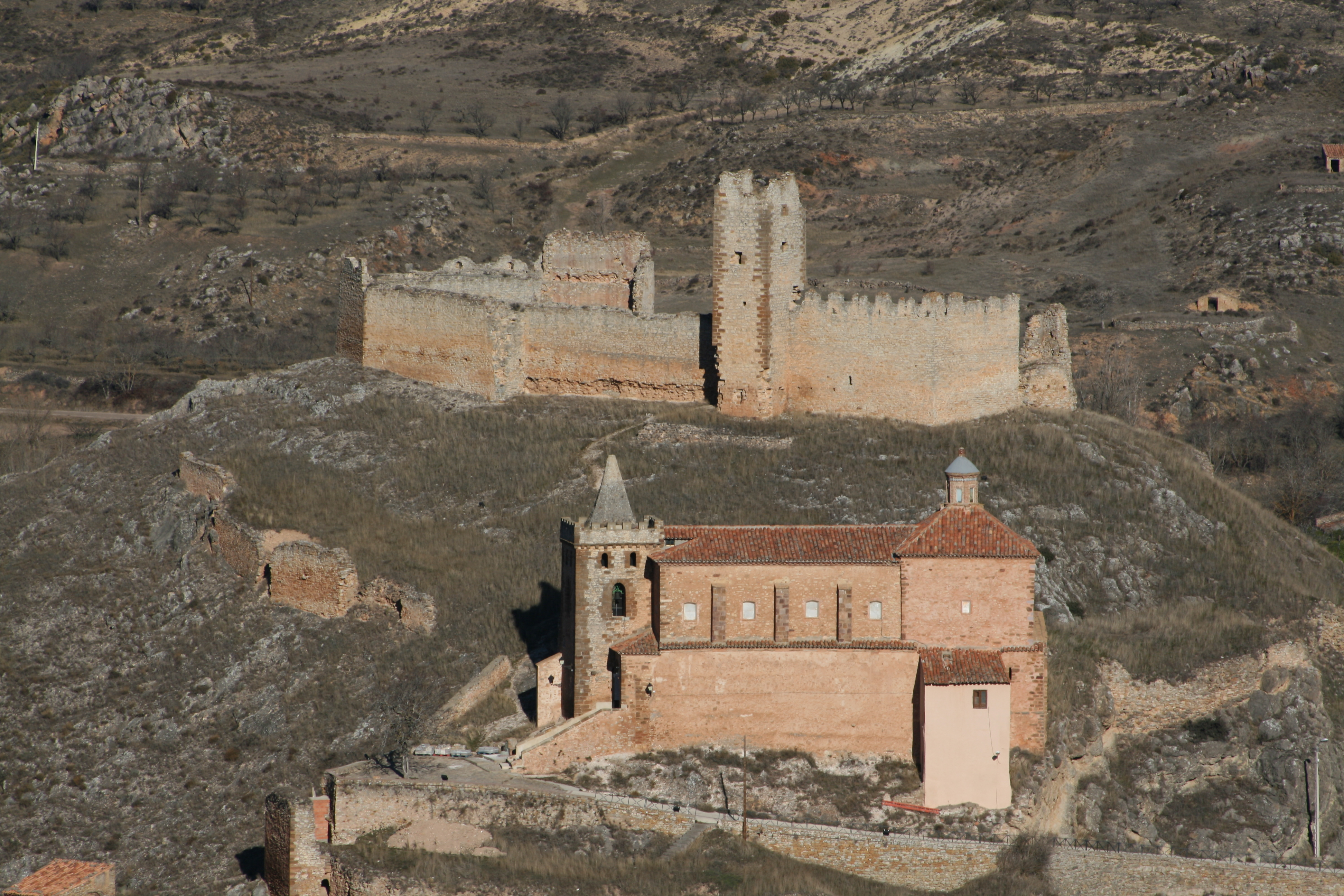
Castillo y ermita de Bijuesca

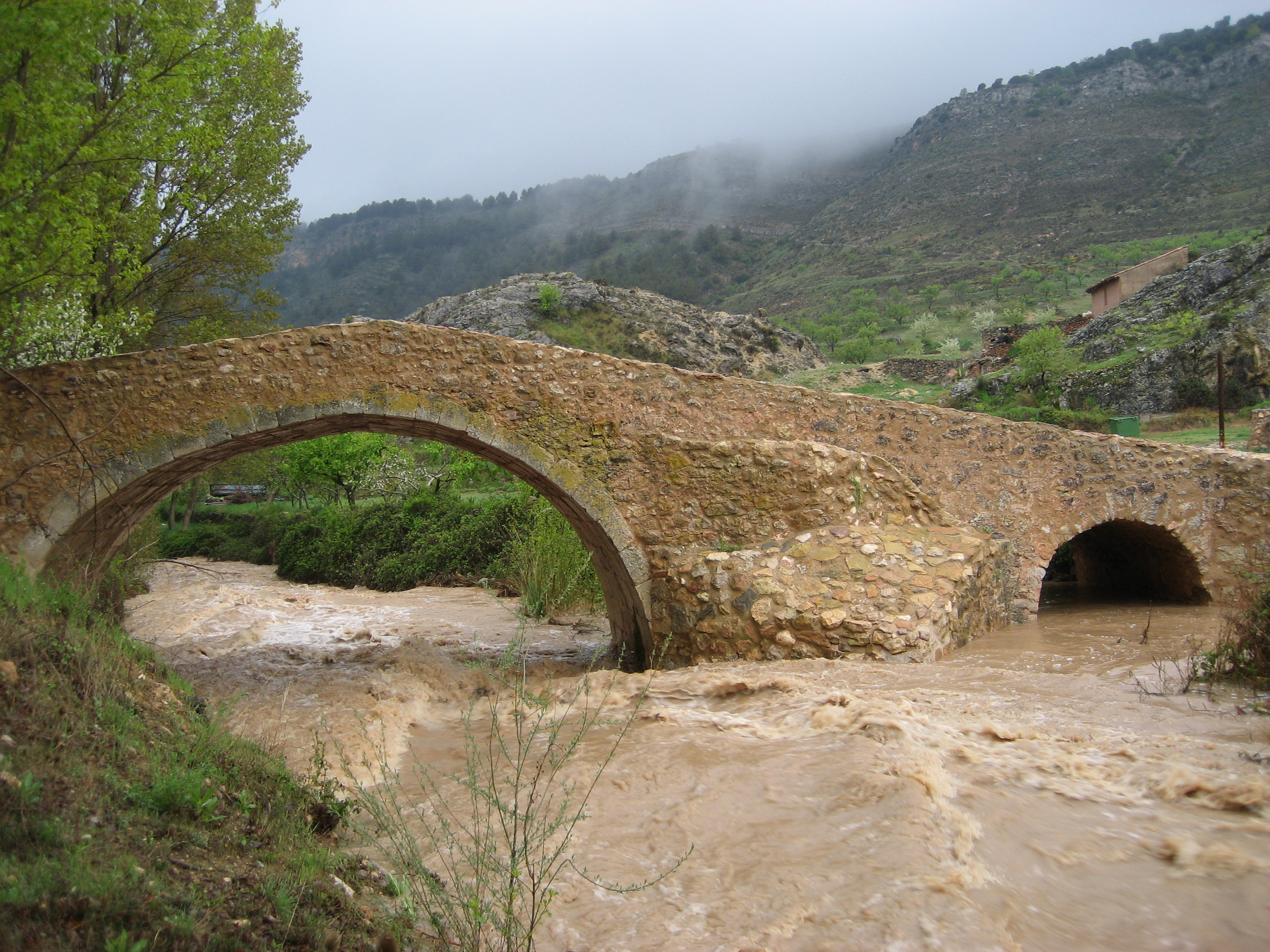
Puente románico

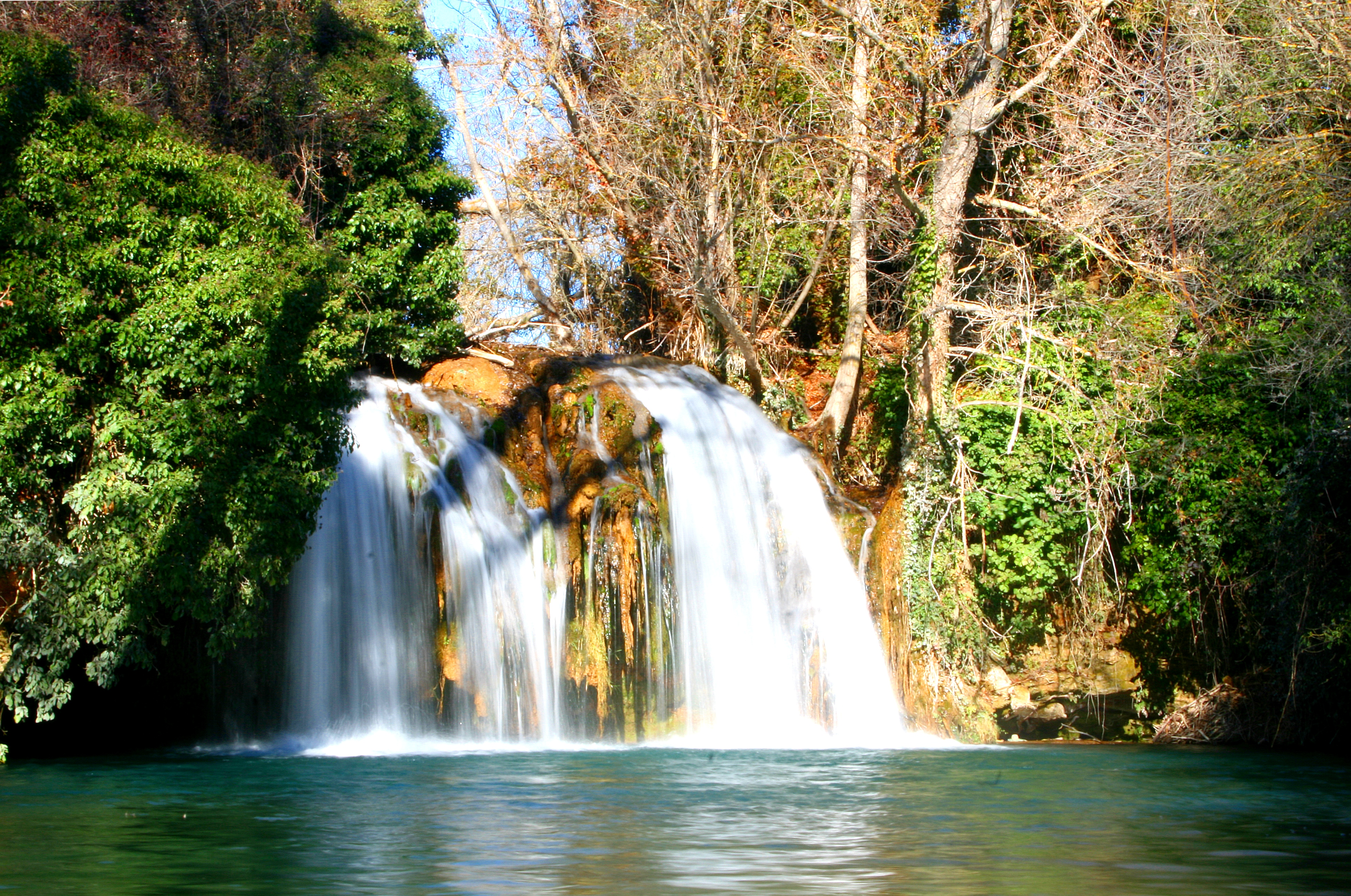
Pozo de los Chorros

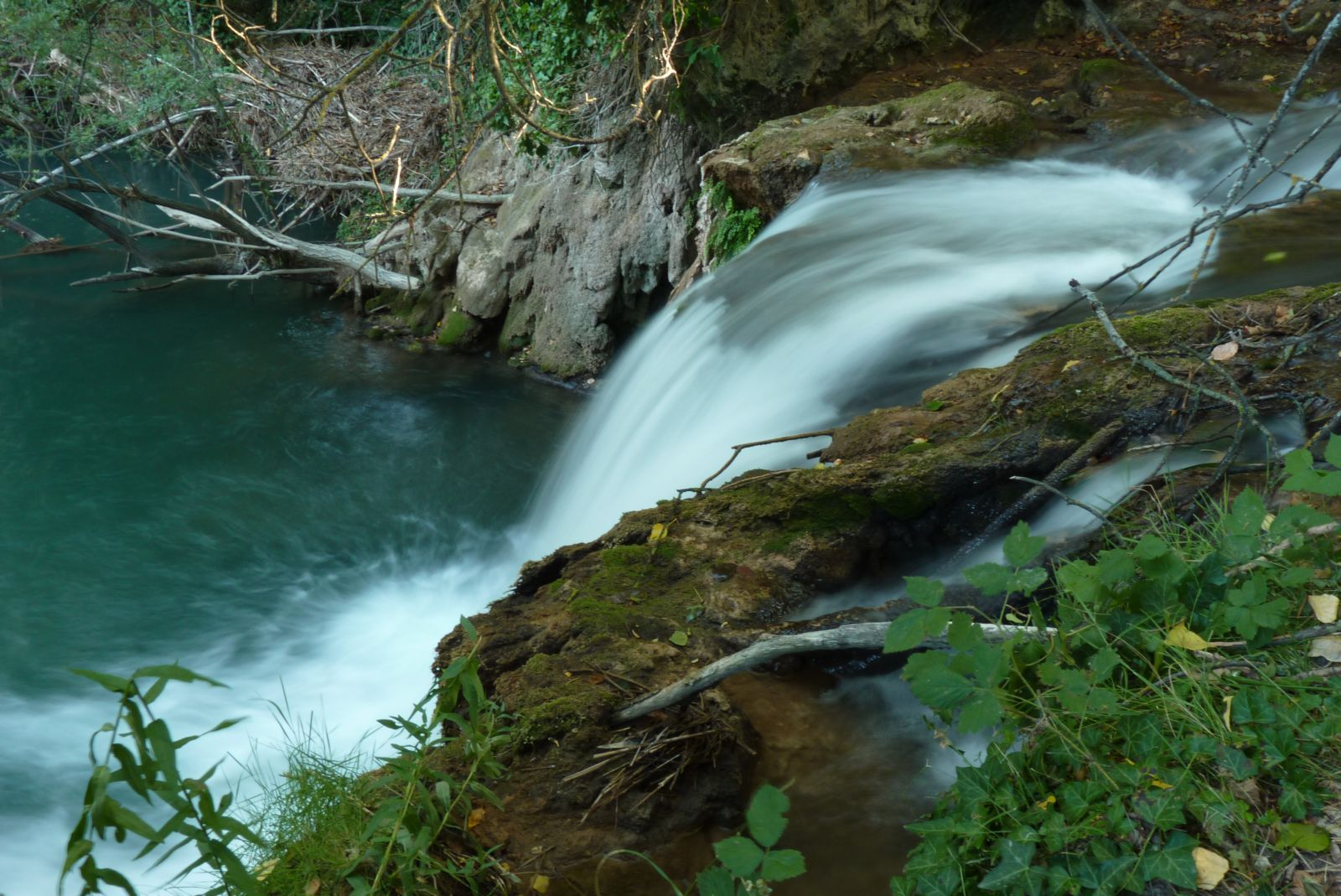
Pozo Puntilla en el río Manubles a su paso por Bijuesca

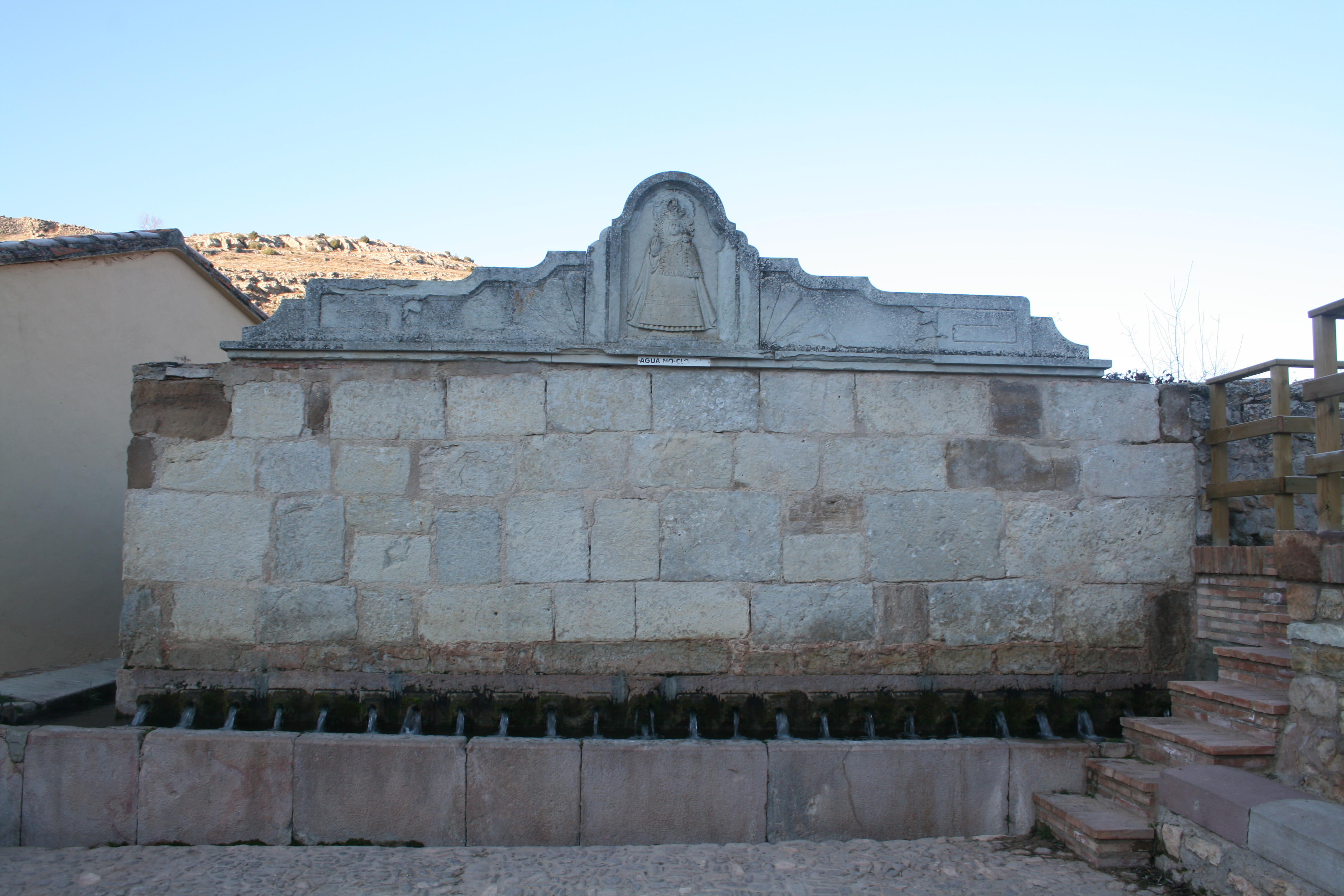
Fuente de los Caños

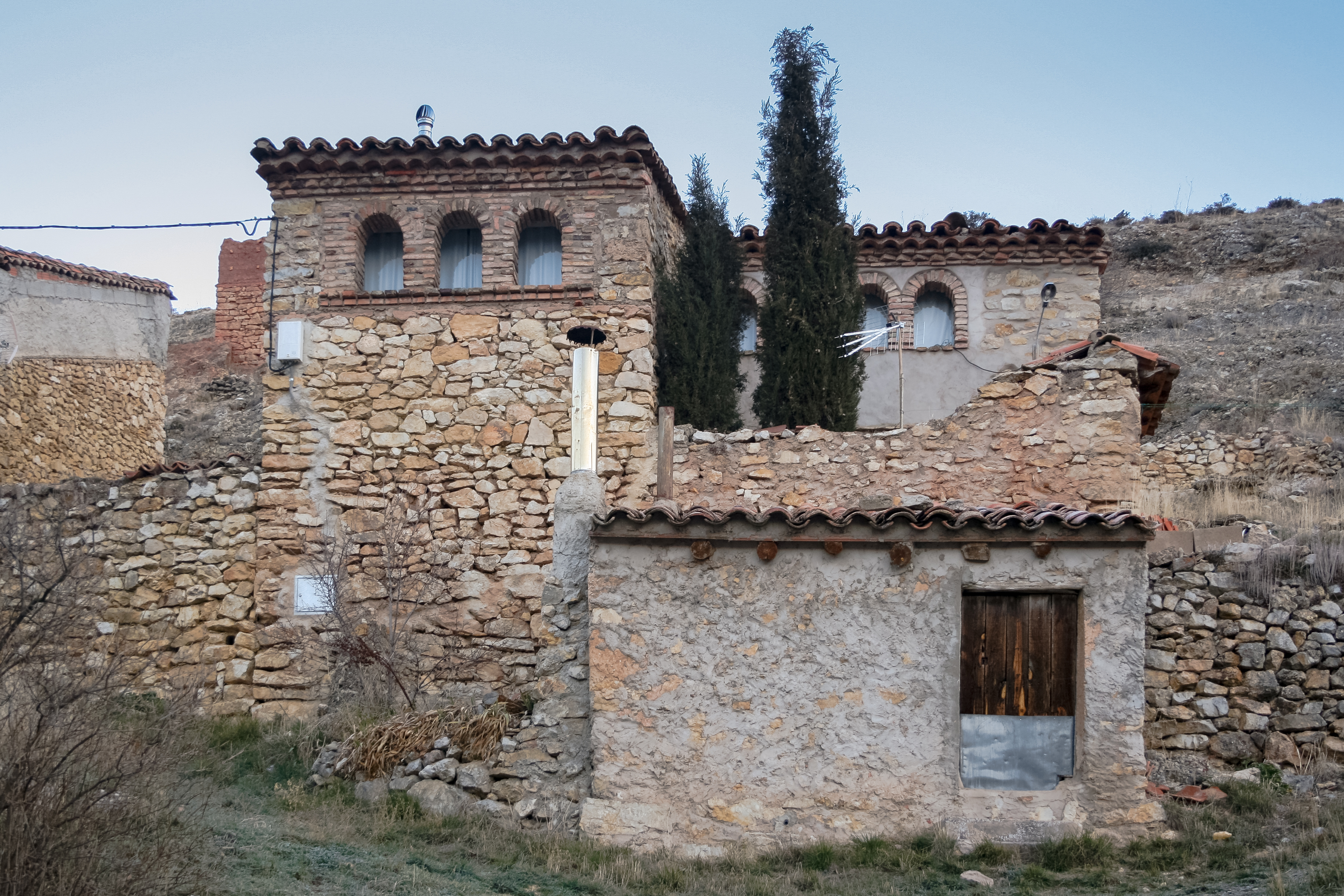
Casa en Bijuesca

Integrado en la comarca de Comunidad de Calatayud, se sitúa a 130 km de Zaragoza. El término municipal está atravesado por tramos de la carretera nacional N-234 y por la carretera autonómica A-1502, que permite la comunicación con Berdejo y Torrijo de la Cañada.
El relieve del municipio es el propio del Sistema Ibérico, irregular y pedregoso, suavizado por la presencia del río Manubles y el río Carabán. La altitud oscila entre los 1229 m en el extremo norte y los 870 m a orillas del río Manubles. El pueblo se alza a 920 m sobre el nivel del mar. 
| Noroeste: Carabantes     | Norte: Berdejo y Torrelapaja | Nordeste: Malanquilla     |
| Oeste: Carabantes y Deza |                              | Este: Clarés de Ribota    |
| Suroeste: Deza           | Sur: Torrijo de la Cañada    | Sureste: Clarés de Ribota |

La zona es una estrecha vega formada por la erosión del río Manubles. Predomina el paisaje de ribera encuadrado entre escarpados rocosos poblados por buitres, águilas reales y otras rapaces.
El pozo de los Chorros y Pozo Puntilla son dos saltos de agua en el curso del río Manubles. El primero de ellos aprovechable como zona de recreo y baño.
La fuente de los Caños es románica y una de las más bellas de la comarca de Calatayud. En su parte central aparece representado, mediante tres caños, el rostro de una joven románica. Tiene 24, 26 o 28 caños, según contemos la cara central como uno o como tres o le añadamos los aliviaderos de los extremos.

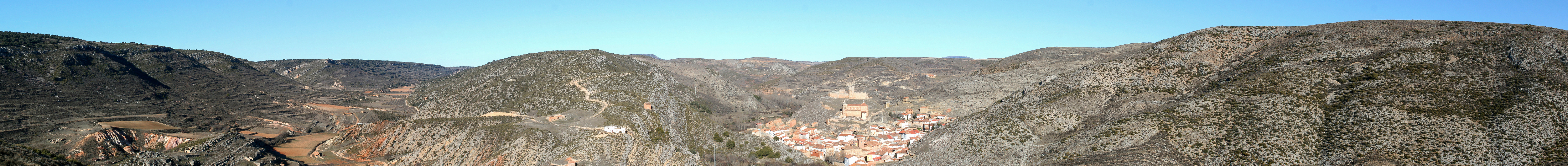
Vista panorámica de Bijuesca

## Historia
Junto a la fortaleza se alza la ermita dedicada a la Virgen del Castillo. Es de mampostería y piedra sillar, de una nave sin crucero y con cabecera plana, con acceso porticado. A los pies, se alza la torre cuadrada y rematada con almenas, que recuerda mucho a la atalaya del conjunto defensivo que hay detrás de ella. En su interior guarda una talla románica del siglo XIII y otra en alabastro del siglo XV. A sus pies, el caserío, apretado, con algunas casas blanqueadas y otras que muestran desnudo el rojo del tapial y del adobe.
En la parte baja del pueblo está la iglesia cuya fábrica, del siglo XVII, se levantó sobre otra románica de la que aún se conservan el ábside y magníficos restos de lienzos de los siglos XII-XIII, así como las dos ventanas románicas: una en un lado, otra en el ábside. En su exterior destaca la portada del siglo XVII, bajo un arco románico. Durante los trabajos de restauración del año 2003 se pusieron al descubierto las bases de las columnas del antiguo templo románico del siglo XII (único en la comarca) y que se pueden contemplar en el interior de la nave del templo.
Hacia mediados del siglo XIX, el lugar tenía una población de 525 habitantes. La localidad aparece descrita en el cuarto volumen del Diccionario geográfico-estadístico-histórico de España y sus posesiones de Ultramar de Pascual Madoz de la siguiente manera:

BIJUESCA: l. con ayunt. de la prov., aud. terr. y c g. de Zaragoza (18 leg.), part. jud. y adm. de rent. de Ateca (6), dióc. de Tarazona (9): sit. á orillas del r. Manubles en la falda de una elevada roca que se levanta por la parte del S. y rodeado ademas de otros ceros de menor altura: combátenle principalmente los vientos del N. y O., y su clima es frio y propenso á calenturas tifoideas y tercianas. Tiene 180 casas, ademas de la de ayunt. y cárcel, distribuidas en varias calles y plazas, y una escuela de primeras letras dotada con 1,500 rs., á la que concurren 80 discípulos: tiene también una igl. parr. (San Miguel), servida por un capítulo de 4 beneficiados, de los cuales en el dia hay 2 vacantes y un sacristan: el cementerio ocupa un parage ventilado fuera de la pobl.: tocando á esta, y á las márg. del espresado r. Manubles, hay una hermosa fuente con 24 caños que le dan nombre, de cuyas buenas aguas usan los vec. para beber y demás usos domésticos, aprovechando igualmente para dar impulso á las ruedas de un molino harinero: un suntuoso santuario muy venerado hasta de los hab. de los pueblos circunvecinos, corona la pobl. hallándose sit. en lo mas elevado de ella. Su térm. confina por N. con el de Berdejo (1/2 leg.); por E. con el de Clares (1 1/2); por S. con el de Torrijo (1/2), y por O. con el de Carabantes (1). Dentro de su jurisd. se encuentra la venta de Bijuesca ó del Indiano, sit. 3/4 de díst. por la parte del N. y a 1 1/2 leg. en el camino que de Ateca dirije á Soria, otra llamada de Tonas. El terreno participa de monte y huerta, y su calidad es buena; el monte es de mucha estension y se halla poblado de encinas por la parte de S. y O., y cubierto ademas de yerbas de pasto; la huerta fertilizada por el repetido r. Manubles, que para su paso tiene 2 puentes de piedra canteria, solo se aprovecha en la siembra de legumbres. caminos: cruza el térm. el que de Calatayud conduce á Soria y se halla en estado regular, los demas son malos y locales. correo: se recibe de Calatayud por balijero los domingos y jueves, y se despacha los miércoles y sábados. prod.: trigo, cebada, avena, yeros y judias de buena calidad; cria ganado lanar, cabrio y de cerda, caza abundante de conejos, liebres y perdices, algunos ciervos y pesca de buenas y muchas truchas y barbos. ind.: ademas de 3 molinos harineros y 3 batanes, hay 4 fáb. de jabon, pero de mala calidad por hacerlo solo con las heces del aceite. comercio: el mas considerable es la compra que se hace del ganado de cerda para recria, y aprovechar la mucha bellota que producen las encinas del monte. pobl. 110 vec. 525 alm. cap. prod. 1.320,000 rs. imp.: 79,000. cnotr. 17,813.
(Madoz, 1846, pp. 316-317)

## Demografía
Bijuesca cuenta con una población de 93 habitantes (INE 2024).
| Gráfica de evolución demográfica de Bijuesca entre 1842 y 2021                                                      |
| |
| Población de derecho según los censos de población del INE Población de hecho según los censos de población del INE |

## Administración y política
| Período   | Alcalde                         | Partido   |
| --------- | ------------------------------- | --------- |
| 1979-1983 | Adolfo Herrero Martínez         | UCD       |
| 1983-1987 | Hilario Oliveros Balsa          | AP-PDP-UL |
| 1987-1991 | Francisco Vicente Gotor Barbero | PSOE      |
| 1991-1995 | Ángel Millán Marín Rubio        | PSOE      |
| 1995-1999 | Ángel Millán Marín Rubio        | PSOE      |
| 1999-2003 | Ángel Millán Marín Rubio        | PSOE      |
| 2003-2007 | Ángel Millán Marín Rubio        | PSOE      |
| 2007-2011 | Ángel Millán Marín Rubio        | PSOE      |
| 2011-2015 | Ángel Millán Marín Rubio        | PSOE      |
| 2015-2019 | Ángel Millán Marín Rubio        | PSOE      |
| 2019-2023 | Ángel Millán Marín Rubio        | PSOE      |
| 2023-2027 | Ángel Millán Marín Rubio        | PSOE      |

| Partido político    | Partido político                                                    | 1979   | 1983   | 1987   | 1991   | 1995   | 1999   | 2003   | 2007   | 2011   | 2015   | 2019   | 2023   |
| Partido político    | Partido político                                                    | Ediles | Ediles | Ediles | Ediles | Ediles | Ediles | Ediles | Ediles | Ediles | Ediles | Ediles | Ediles |
|                     | Organización Revolucionaria de Trabajadores (ORT)                   | 0      | —      | —      | —      | —      | —      | —      | —      | —      | —      | —      | —      |
|                     | Partido Aragonés (PAR)                                              | —      | 1      | —      | 1      | 0      | 0      | —      | 0      | 0      | 0      | 0      | 0      |
|                     | Partido de los Socialistas de Aragón (PSOE-Aragón)                  | —      | 0      | 5      | 4      | 5      | 5      | 5      | 5      | 5      | 5      | 3      | 3      |
|                     | Partido Comunista de España (PCE)                                   | —      | 0      | —      | —      | —      | —      | —      | —      | —      | —      | —      | —      |
|                     | Unión de Centro Democrático (UCD)-Centro Democrático y Social (CDS) | 4      | 0      | —      | —      | —      | —      | —      | —      | —      | —      | —      | —      |
|                     | Alianza Popular (AP)-Partido Popular de Aragón (PP)                 | —      | 4      | —      | 0      | 0      | 0      | 0      | 0      | 0      | 0      | 0      | 0      |
|                     | Chunta Aragonesista (CHA)                                           | —      | —      | —      | —      | —      | —      | —      | 0      | 0      | —      | —      | —      |
|                     | Ciudadanos (CS)-Tú Aragón                                           | —      | —      | —      | —      | —      | —      | —      | —      | —      | —      | —      | 0      |
| Total de concejales | Total de concejales                                                 | 4      | 5      | 5      | 5      | 5      | 5      | 5      | 5      | 5      | 5      | 3      | 3      |

## Cultura

### Patrimonio
El castillo de Bijuesca, construido en el siglo XIV, se trata de una edificación militar, estratégicamente situada junto a la frontera con la provincia de Soria. En 1357 Pedro IV de Aragón mandó despoblar el lugar y que se fortificase la iglesia y la parte que está hacia el río. Al año siguiente la fortaleza fue conquistada por Pedro I de Castilla, que la dejó al cuidado de Gómez Carrillo, a quien ejecutó más tarde por sospechar de él. Después se volvió a tomar por parte de Aragón y otra vez se perdió en 1362. Al recuperar la fortaleza Pedro IV la mandó destruir, aunque sólo se derribaría en parte. Se aprecian en él tres recintos que están escalonados topográficamente.
La iglesia de San Miguel Arcángel, que se fortificó en 1357, tiene de particular su campanario, que es un robusto torreón de planta cuadrada, coronado por una cornisa continua de matacanes y defendía la entrada del conjunto. Pertenece al arciprestazgo del Alto Jalón.

### Tradiciones
Cada veinticinco años, o bien en periodos más cortos, cuando hay una necesidad muy urgente o circunstancias especiales, tales como sequía, epidemias etc., se celebra la romería conocida como ¨Saca de la Virgen del Castillo¨, que consiste en trasladar la imagen de la Virgen desde el castillo hasta la iglesia; en la que participan los pueblos pertenecientes a la "concordia" y que son por parte de la provincia de Zaragoza: Clarés de Ribota, Malanquilla, Torrelapaja, Berdejo, Bijuesca y Torrijo de la Cañada. Por parte de la provincia de Soria: Deza, Carabantes, La Alameda y Reznos.
La última fecha en que fue sacada fue en 1996, por lo cual se esperaba que saliese 2021, pero debido a la pandemia de la COVID-19, se ha pospuesto hasta el 4 de junio de 2023.
El origen de la tradición comienza con una atroz sequía que asoló los pueblos vecinos, que dependieron de Bijuesca como único suministrador de agua. En agradecimiento, todos los pueblos beneficiados acordaron sacar a la patrona cada 25 años.

### Fiestas
Las fiestas patronales se celebran el 15 de agosto, festividad de la Virgen del Castillo, y el 16 de agosto, día de San Roque. Además de otras fiestas menores como San Babil en la que se hace una hoguera y todo el pueblo cena a la brasa (normalmente el 24 de enero). Y la Novena, acto religioso que dura nueve días y concluye con una noche de fiesta con música.

## Servicios
Dispone de un servicio de autobús dos veces a la semana (lunes y viernes) hasta Calatayud con enlace a Zaragoza.